# Arthur Griffiths (cầu thủ bóng đá, sinh năm 1879)
Arthur Griffiths (sinh ngày 16 tháng 3 năm 1879 - 1955) là một cầu thủ bóng đá thi đấu cho Bristol Rovers và Notts County.
Thi đấu ở vị trí hậu vệ, Griffiths gia nhập Bristol Rovers (sau đó là Bristol Eastville Rovers) năm 1897 từ Lozells. Trong hai mùa giải đầu tiên ở Rovers, ông thi đấu ở cả Birmingham & District League và Western League, trước khi trở thành thành viên sáng lập của Southern League năm 1899. Ông chơi 105 trận cho Rovers ở Southern League, ghi 1 bàn, trước khi gia nhập đội bóng Notts County ở Football League First Division vào tháng 1 năm 1904.